# Афанасьев, Михаил Вячеславович
Михаил Вячеславович Афанасьев (12 июля 1976 года, Красноярск) — российский журналист, главный редактор интернет-журнала «Новый Фокус».

## Биография
Окончил абаканскую среднюю школу № 12 в 1991 году. Получил в СПТУ № 32 города Абакана специальность электрика.
В 1996 году решил бороться с распространением наркотиков, пришел в газету, по просьбе редактора написал заметку. Постепенно стал журналистом-расследователем. В различных газетах и на сайтах публиковал материалы о наркотрафике, незаконной добыче золота, вип-браконьерстве.
9 мая 2005 года основал собственный интернет-журнал «Новый Фокус». Резонанс получили материалы, посвященные аварии на Саяно-Шушенской ГЭС 17 августа 2009 года.
Проживает в Абакане, в Хакасии.
Член партии «Яблоко».
13 апреля 2022 был арестован по обвинению в «распространении недостоверной информации о вооружённых силах РФ», до суда содержался в СИЗО. 7 сентября 2023 суд приговорил Михаила Афанасьева к 5 годам и 6 месяцам лишения свободы.

## Отзывы
По мнению секретаря Союза журналистов России Леонида Никитинского, Афанасьев является уникальным журналистом в мире по количеству оправдательных приговоров суда в связи с профессиональной деятельностью.

## Награды
- Премия имени Андрея Сахарова «За журналистику как поступок» (2004, 2009).
- Диплом Союза журналистов России «За профессиональное мастерство» (2010)
- Премия Клуба публицистов[англ.] Швеции (2013)[7].
- Премия Free Media Award фонда Fritt Ord (Норвегия) 2024[8]